# 사바흐 섀리애티
사바흐 살레흐 오글루 섀리애티(아제르바이잔어: Sabah Saleh oğlu Şəriəti, 페르시아어: صباح شریعتی 사바흐 샤리아티,‎ 1989년 1월 1일~)는 이란과 아제르바이잔의 레슬링 선수이다. 아제르바이잔 국가대표로 참가한 2016년 하계 올림픽 남자 그레코로만형 슈퍼헤비급 동메달을 획득했다. 